# Niania
Niania was een Poolse televisieserie die van 10 september 2005 tot 24 oktober 2009 werd uitgezonden op TVN. Het is een spin-off van de Amerikaanse televisieserie The Nanny.

## Rolverdeling
| Acteur/Actrice             | Personage                      | Originele Personage          |
| -------------------------- | ------------------------------ | ---------------------------- |
| Agnieszka Dygant           | Franciszka "Frania" Maj        | Fran Fine                    |
| Tomasz Kot                 | Maksymilian "Maks" Skalski     | Maxwell Beverly Sheffield    |
| Tamara Arciuch             | Karolina Łapińska              | Chastity Claire "CC" Babcock |
| Adam Ferency               | Konrad                         | Niles                        |
| Maria Maciejowska          | Małgorzata Skalska             | Margaret "Maggie" Brolin     |
| Roger Karwiński            | Adam Skalski                   | Brighton Millhouse Sheffield |
| Emilia Stachurska          | Zuzanna Skalska                | Grace "Gracie" Sheffield     |
| Elżbieta Jarosik           | Teresa Maj                     | Sylvia Fine                  |
| Krystyna Rutkowska-Ulewicz | Apolonia Bąk (vanaf seizoen 3) | Yetta Rosenberg              |
| Barbara Wrzesińska         | Apolonia Bąk (seizoenen 1 & 2) | Yetta Rosenberg              |
| Iwona Wszołkówna           | Jola                           | Valerie "Val" Toriello       |

## Gaststerren
In elke aflevering speelde meerdere bekende Polen een gastrol. Aan sommige gasten werden zelfs complete afleveringen gewijd, zo werd er voor de zangeres Kayah speciaal de aflevering Oda do Kayah (Nederlands: Ode aan Kayah) geschreven. Enkele bekende Polen die een gastrol vervulde zijn:
- Katarzyna Bujakiewicz
- Mateusz Banasiuk
- Joanna Jabłczyńska
- Andrzej Piaseczny
- Anna Przybylska